# Matheus Cunha Queiroz
Matheus Cunha Queiroz (Tupi Paulista, 24 maggio 2001) è un calciatore brasiliano, portiere del Flamengo.

## Carriera
Matheus Cunha è approdato nel settore giovanile del Flamengo nel 2021, proveniente dal San Paolo. Ha esordito con la prima squadra il 27 gennaio 2022 giocando da titolare l'incontro del Campionato Carioca contro il Portuguesa-RJ vinto 2-1.
Il 7 maggio 2023 ha esordito in Série A nella vittoria esterna per 2-1 sul campo dell'Athl. Paranaense.

## Statistiche

### Presenze e reti nei club
Statistiche aggiornate al 21 maggio 2025.
| Stagione        | Squadra         | Campionato      | Campionato | Campionato | Coppe nazionali | Coppe nazionali | Coppe nazionali | Coppe continentali | Coppe continentali | Coppe continentali | Altre coppe | Altre coppe | Altre coppe | Totale | Totale | Totale |
| Stagione        | Squadra         | Comp            | Pres       | Reti       | Comp            | Pres            | Reti            | Comp               | Pres               | Reti               | Comp        | Pres        | Reti        | Pres   | Reti   |        |
| --------------- | --------------- | --------------- | ---------- | ---------- | --------------- | --------------- | --------------- | ------------------ | ------------------ | ------------------ | ----------- | ----------- | ----------- | ------ | ------ | ------ |
| 2022            | Flamengo        | A/RJ+A          | 2+0        | -1         | CB              | 0               | 0               | CL                 | 0                  | 0                  | SB          | -           | -           | 2      | -1     |        |
| 2023            | Flamengo        | A/RJ+A          | 6+19       | -3 + -22   | CB              | 6               | -2              | CL                 | 5                  | -5                 | SB+Cmc+RS   | 0           | 0           | 36     | -32    |        |
| 2024            | Flamengo        | A/RJ+A          | 3+3        | -1 + -3    | CB              | 6               | -1              | CL                 | 0                  | 0                  | -           | -           | -           | 12     | -5     |        |
| 2025            | Flamengo        | A/RJ+A          | 3+0        | 0          | CB              | 2               | -2              | CL                 | 0                  | 0                  | SB+Cmc      | 0           | 0           | 5      | -2     |        |
| Totale carriera | Totale carriera | Totale carriera | 36         | -30        |                 | 14              | -5              |                    | 5                  | -5                 |             | 0           | 0           | 55     | -40    |        |

## Palmarès

### Club

#### Competizioni statali
- Campionato carioca: 2

Flamengo: 2024, 2025
- Taça Guanabara: 2

Flamengo: 2024, 2025

#### Competizioni nazionali
- Coppa del Brasile: 2

Flamengo: 2022, 2024
- Supercoppa del Brasile: 1

Flamengo: 2025

#### Competizioni internazionali
- Coppa Libertadores: 1

Flamengo: 2022